# 韃靼疾風録
『韃靼疾風録』（だったんしっぷうろく）は、司馬遼太郎の長編歴史小説。清朝興隆の時代を舞台としており、司馬最後の長編小説となった。『中央公論』1984年1月号から1987年9月号まで連載。第15回大佛次郎賞（1988年）を受賞した。　

## 内容
何故か九州北西部の平戸島に漂着した満洲族（本書における「韃靼」）の公主（姫）アビアを送るため、平戸藩（松浦家）に仕える桂庄助は、朝鮮半島を経て明朝と戦っている謎多きその故国（後金、のちの清朝）へと赴く。数奇な2人の愛の行方を軸に、「17世紀の歴史が裂けてゆく時期」に、東アジア世界の陸海に展開される雄大な長編ロマン。

## 刊行書誌
- 『韃靼疾風録』（上・下、中央公論社、1987年10・11月）
- 『韃靼疾風録』（上・下、中公文庫、1991年1月）
- 『司馬遼太郎全集 52　韃靼疾風録』（文藝春秋、1998年11月）

### 関連文献
- 衛藤利夫『韃靼』 中公文庫、1992年
初版は1938年に朝日新聞社、あとがきは、息子の衞藤瀋吉と司馬が書いている。
- 園田一亀『韃靼漂流記の研究』 原書房〈ユーラシア叢書〉、1980年
17世紀半ばに、越前商人ら15名が中国東北地域へ漂着し、北京へ送られ、成立間もない清朝を見聞した記録。
- 『韃靼漂流記』 園田一亀校注・解説、平凡社東洋文庫、1991年